# 山手線ものがたり
『山手線ものがたり』（やまのてせんものがたり）は、池田邦彦による日本の漫画作品。『週刊漫画ゴラク』（日本文芸社）で連載されていた短編シリーズ漫画。
昭和30年代、東京を含めた南関東はもとより、日本屈指の通勤路線である山手線。東京の都心をぐるりと回る環状線各駅に彩られた、名もなき人たちの物語をとある兄妹がサポートする、各駅全29話（当時、存在せず2020年開業の高輪ゲートウェイ駅を除く）。

## 登場人物

### 主要人物
山野照美（やまの てるみ）
本作の主人公で、某都立高校に通う3年生。兄がらみもありよく山手線を利用する17歳。
降りた駅で行きずりの人と出会うと、手助けしたり（逆に助けを求められることもあり）するなどしてかかわることが多い。行きずりの人がらみで沿線の駅における知識がたかっていく。
山野剛志（やまの たけし）
照美の兄。国鉄に就職していて、山手線の運転士をしている。照美とともに漫画の案内人的存在。
妹の照美に頼みごとをする、逆に照美に相談されるなどして物語にかかわることが多い。実は鉄道のうんちくに詳しく、鉄道好きが高じて運転士となった。（漫画の時代背景）当時、西日暮里駅はなかったが、彼が近くで集団就職列車とすれ違うたびに、彼らを元気づけるために飛ばしたことがあった。

### その他
山野・父（やまの ちち）
照美の父。戦争従軍経験あるが、事情だけに話すことを拒否している。
山野・母（やまの はは）
照美の母。山野家では一番のしっかり者。弟の新事業を「道楽商売」と反発していたが、結局は応援する。
コースケ
照美の叔父（母の弟）。職業は秋葉原の大きな電気店で主任をしている。趣味は競馬と漫画フィギュア。
趣味が高じて、秋葉原に漫画フィギュアの店を開業。

## 書誌情報
- 池田邦彦 『山手線ものがたり』 日本文芸社〈ニチブンコミックス〉、全1巻
  1. 2018年9月7日発売 ISBN 978-4-537-13805-4